# Jardin d'hiver (Jean Dubuffet)
Jardin d'hiver est une peinture monumentée de Jean Dubuffet réalisée entre 1969 et 1970 et installée au Centre national d'art et de culture Georges-Pompidou où elle est actuellement conservée. Cette œuvre a été achetée par l’État en 1973. 
Elle fait partie du cycle de L'Hourloupe que Dubuffet a initié entre  vers 1961-1962 et  dont il poursuivra la réalisation jusqu'à sa mort en 1985, sous forme de peintures, sculptures monumentales, peintures monumentées, peintures animées. 